# Сонора (Калифорнија)
Сонора (енгл. Sonora) град је у америчкој савезној држави Калифорнија. По попису становништва из 2010. у њему је живело 4.903 становника.

## Демографија
Према попису становништва из 2010. у граду је живело 4.903 становника, што је 480 (10,9%) становника више него 2000. године.
| Група             | 2000.         | 2010.         |
| Белци             | 3.814 (86,2%) | 4.037 (82,3%) |
| Афроамериканци    | 30 (0,7%)     | 24 (0,5%)     |
| Азијати           | 54 (1,2%)     | 79 (1,6%)     |
| Хиспаноамериканци | 372 (8,4%)    | 542 (11,1%)   |
| Укупно            | 4.423         | 4.903         |